# Michal Tučný
Michal Tučný (Prága, 1947. január 11. – Prága, 1995. március 10.) a cseh country zene egyik legendás énekese, gyakran királyaként emlegették. Több ismert szám szerzője, köztük a Báječná ženská, a Všichni jsou už v Mexiku és továbbiak.
Gyerekkorában zongorázott. 1965-ben egy kereskedelmi iskolában érettségizett, kitanult eladó volt. Halálát az információk szerint, vastagbélrák, vagy szívelégtelenség okozta. Hoštice u Volyně temetőjében nyugszik. Ugyanitt egy teret is elneveztek róla. 
Játszott a Rangers, Rivals, Greenhorns, Fešáci és a Tučňáci nevű zenekarokban.